# The Restless Years
The Restless Years ist eine australische Seifenoper, die von 1977 bis 1981 produziert wurde. Die Sendung wurde in Sydney für den Sender Channel Ten produziert.
The Restless Years wurde 1990 in den Niederlanden als Vorlage für die Serie Goede tijden, slechte tijden und 1992 als Vorlage für die deutsche Seifenoper Gute Zeiten, schlechte Zeiten verwendet. Für Gute Zeiten, schlechte Zeiten wurden ab der Folge 231 eigene deutschsprachige Drehbücher geschrieben.